# Charles-Marie de Sarcus
Charles-Marie de Sarcus, dit Quillenbois (né à Dijon le 26 mai 1821 et mort à Paris le 28 février 1867) est un peintre, caricaturiste et archéologue français du milieu du XIXe siècle.

## Biographie
Second fils du comte Jean-Baptiste-César de Sarcus (1787-1875, propriétaire du château de Bussy-Rabutin à partir de 1835) et de Bénigne-Victoire Espiard de Mâcon, Charles-Marie porta le titre de baron de Sarcus.

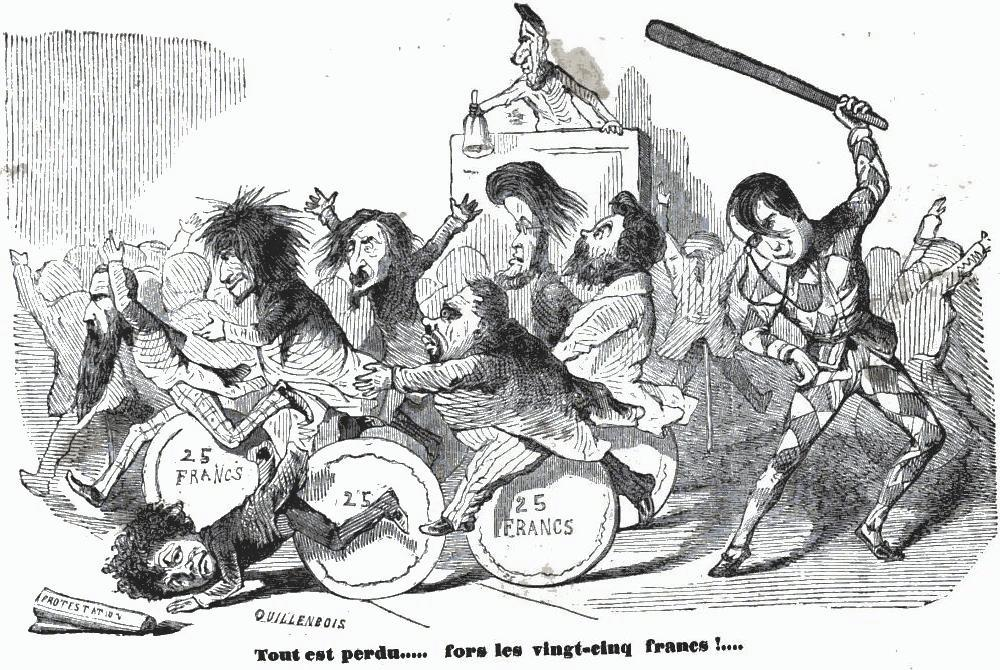
Caricature de l'Assemblée nationale législative (La Mode, 1850).

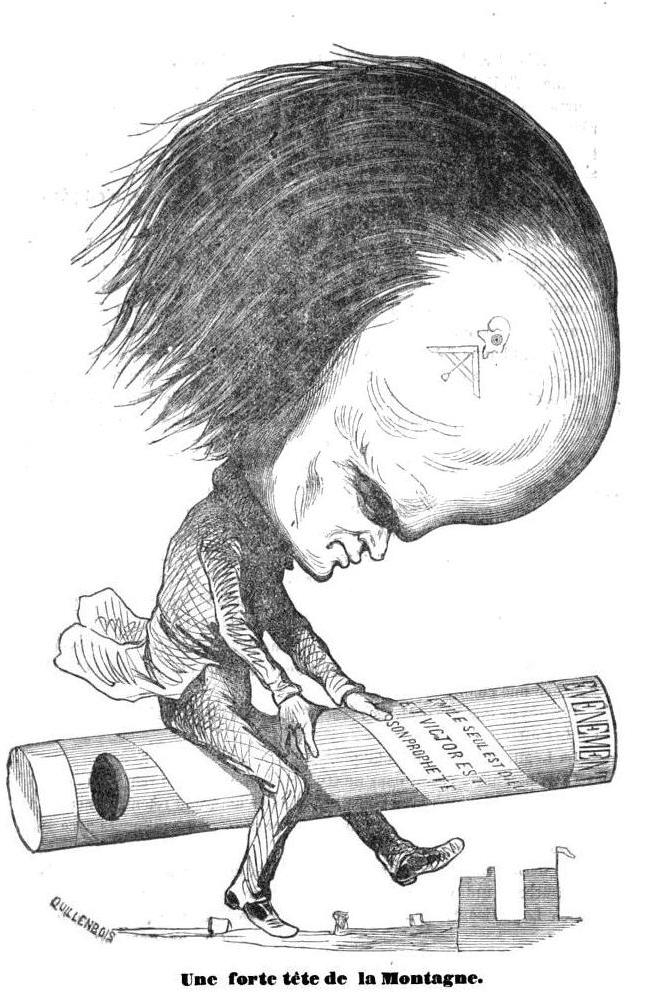
Caricature de Victor Hugo (La Mode, 1850).

Élève de Delaroche, il exposa aux Salons de 1846 et de 1848 des scènes de la vie campagnarde, souvenirs d'un voyage à Rome.
Il s'est surtout fait connaître pour ses caricatures, parues dans de nombreux journaux et albums entre 1845 et 1853, et signées Quillenbois. Ce pseudonyme était dû aux béquilles que le jeune artiste, infirme, utilisait pour se déplacer.
Ami et disciple de Cham, Quillenbois collabora notamment au journal satirique La Revue comique (1848-1849), fournit des dessins d'actualité à La Mode, L'Éclair ainsi qu'à L'Illustration, et fut le dessinateur attitré du Caricaturiste (1849-1851), qui se voulait le pendant, à droite, du Charivari et qui reflétait les opinions légitimistes du jeune caricaturiste.
Malgré son infirmité, le jeune baron de Sarcus survécut à la catastrophe ferroviaire de Meudon (8 mai 1842) et parvint même à sauver plusieurs personnes en les arrachant des wagons en feu.
Après son mariage, le 7 avril 1856, avec Mathilde Deschamps du Méry, le baron de Sarcus s'installa à Mayenne, où, pour contrebalancer l'influence du républicain Henri Gandais, il accepta les fonctions d'adjoint au maire, M. Nouël de Latouche, dont il était un parent.
Il présida deux sociétés savantes locales, la Société d'agriculture et la Société d'archéologie de Mayenne. C'est à la tête de cette dernière société qu'il effectua des fouilles à Jublains (ancienne capitale des Diablintes) en 1865 et créa un musée d'archéologie (alors installé dans une salle de l'hôtel de ville de Mayenne) pour conserver et présenter ses découvertes, telles que les nombreuses monnaies romaines retrouvées en 1864 au gué Saint-Léonard.
Il meurt à l'âge de quarante-cinq ans le 28 février 1867 alors qu'il se trouvait à Paris, au no 6 de la rue du Dauphin, dans le 1er arrondissement de Paris.